# Putsaari (92)
Putsaari (92) är ett finländskt kabelläggningsfartyg för kustkabelläggning i den finländska marinen. Fartyget byggdes 1966. Putsaari kan bära med sig 20 kilometer kabel. Fartyget grundrenoverades 1987.
Putsaari utrangerades sommaren 2013 och såldes till en privat ägare.